# Gustaf Teodor Lundblad
Gustaf Teodor Lundblad, född den 7 september 1851 i Trollhättan, Älvsborgs län, död den 1 februari 1931 i Fredsberg, Skaraborgs län, var en svensk präst och psalmförfattare.
Lundblad blev student vid Uppsala universitet 1874. Han prästvigdes för Skara stift 1878 och blev komminister i Händene församling 1884. Lundblad var sekreterare i centralkommiten för Kyrkosångens vänner inom Svenska kyrkan från 1893.  Han blev kyrkoherde i Trollhättans församling 1903 och i Fredsbergs församling 1910. Lundblad blev kontraktsprost i Norra Vadsbo 1916. Han finns representerad i Nya psalmer 1921 med upphovet till ett verk.

## Psalmer
- Ensam lämnad här i världen (1921 nr 630)